# Comuna Faxe
Faxe (Faxe Kommune) este o comună din regiunea Sjælland, Danemarca, cu o suprafață totală de 405,09 km² și o populație de 35.204 locuitori (2011).